# Muhammadyusuf Sobirov
Muhammadyusuf Sobirov (Uzbekistán, 20 de abril de 2006) es un futbolista uzbeko que juega como portero en el F. K. Bunyodkor Tashkent de la Super Liga de Uzbekistán.

## Estadísticas

### Clubes
Actualizado al último partido disputado el 14 de noviembre de 2023.
| F. K. Bunyodkor Tashkent Uzbekistán   | 1.ª           | 2024          | 0 | 0 | — | — | — | — | 0 | 0 |
| F. K. Bunyodkor Tashkent Uzbekistán   | Total club    | Total club    | 0 | 0 | 0 | 0 | 0 | 0 | 0 | 0 |
| Total carrera                         | Total carrera | Total carrera | 0 | 0 | 0 | 0 | 0 | 0 | 0 | 0 |
| (1) Hace referencia a goles encajados |               |               |   |   |   |   |   |   |   |   |